# 莫希乌丁普尔
莫希乌丁普尔（Mohiuddinpur），是印度北方邦Meerut县的一个城镇。总人口4892（2001年）。

## 人口
该地2001年总人口4892人，其中男性2669人，女性2223人；0—6岁人口677人，其中男371人，女306人；识字率62.63%，其中男性为71.15%，女性为52.41%。